# Viktor Tranberg
Viktor Tranberg (født 26. februar 1997 i København, Danmark) er en tidligere dansk fodboldspiller, som spillede for Esbjerg fB.

## Klubkarriere
Tranberg startede sin karriere i københavnske BK Union. Her spillede han, fra han var 6 år til 13 år. Han skiftede herefter til Brøndby IF, som så offensive kvaliteter i Tranberg.
Tranberg ønskede dog at spille forsvar, hvorfor han skiftede til Lyngby Boldklub. Han skiftede i sommeren 2013 til FC Nordsjælland.

### FC Nordsjælland
I april 2016 var Tranberg tildelt en plads i førsteholdstruppen fra sommeren 2016 i en alder af 19 år. Han skrev samtidig under på en toårig kontraktforlængelse af sin eksisterende kontrakt.
Han fik debut i Superligaen den 7. august 2016, da han blev skiftet ind i det 62. minut i stedet for Abdul Mumin i 1-2-nederlaget hjemme til AaB. Han fik straks en relativt stor mængde kampe, hvor han i sin debutsæson spillede 16 Superligakampe (14 som en del af startopstillingen).
Det fortsatte ind i 2017-18-sæsonen, hvor han ligeledes spillede 16 kampe i Superligaen (15 som en del af startopstillingen). Det bevirkede, at han den 22. oktober 2017 skrev under på en forlængelse af sin kontrakt, således parterne havde papir på hinanden frem til sommeren 2020. Han sad dog på bænken i februar og marts 2018 og var først atter en del af startopstillingen den 6. april, hvor FC Nordsjælland besejrede AaB med 3-1 på hjemmebane.
Han fik dog ikke samme mængde af spilletid henover sommeren 2018 og starten af efteråret i 2018-19-sæsonen. Han havde blot spillet 1. halvleg af returkampen mod Cliftonville den 19. juli, hvor han blev erstattet af Mikkel Rygaard. Han havde ikke fået minutter i Superligaen. Der var ifølge sportschef Carsten V. Jensen ej heller udsigt til, at mængden af spilletid i den nærmeste fremtid skulle øges. Som resultat af dette blev det den 7. august 2018 offentliggjort, at Tranberg var blevet udlejet til den svenske Allsvenskanklub Örebro SK gældende for den resterende del af 2018.
Tranberg spillede 13 kampe i efteråret 2018 for Örebro SK i Allsvenskan, hvoraf 12 var med fuld spilletid. Han vendte herefter tilbage til FC Nordsjælland, men ville ikke have haft problemer med at fortsætte karrieren i Örebro SK.

### Esbjerg fB
Den 19. juli 2019 blev det offentliggjort, at Tranberg skiftede til Esbjerg fB, hvor han skrev under på en fireårig aftale. I den første halvsæson i klubben spillede han blot fire kampe, her i alt 24 minutter i den nationale liga såvel som 180 minutter i kvalifikationen til UEFA Europa League.

## Landsholdskarriere
Han fik sin debut i landsholdsregi den 7. april 2015 i en venskabskamp mod Rumænien for Danmarks U/18-landshold. Han blev skiftet ind efter 75 minutter og erstattede Nicklas Halse i et 2-1-nederlag. Han spillede sin anden kamp for U/18-landsholdet, som også blev sin sidste, to dage senere, da han blev skiftet ind ved 2. halvlegs start som erstatning for Casper Bruun.
Den 13. oktober samme år fik Tranberg en enkelt kamp for Danmark U/19 i en 4-1-sejr over Rumænien efter at være blevet skiftet ind i det 61. minut i stedet for Stefan Gartenmann.
Han debuterede på U/21-landsholdet den 14. november 2017 efter omtrent to år uden landsholdskampe. Efter fire danske sejre i træk i forbindelse med kvalifikationen til U/21 Europamesterskabet i fodbold 2019 i Italien og San Marino tabte Danmark den 5. kvalifikationskamp med 3-1 ude. Han blev skiftet ind i forsvaret efter 52 minutter i stedet for en skadet Asger Sørensen. Tranberg blev dermed den 4. FC Nordsjælland-spiller på banen, da anfører Mathias Jensen samt Victor Nelsson og Mads Mini Pedersen alle var på banen, da Tranberg blev skiftet ind.

## Familie
Viktor Tranberg er bror til Brønshøj Boldklub-spilleren Oskar Tranberg. Han har blandt andet spillet ni kampe for U/18-landsholdet og elleve kampe for U/19-landsholdet, mens han spillede for Brøndby IF.